# Balthasar van der Ast
Balthasar van der Ast (Middelburg, 1593-94 – Delft, 1657) è stato un pittore olandese.

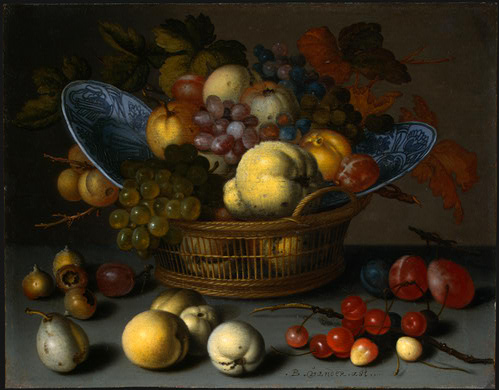
Cesta di frutta, 1622.

Van der Ast si specializzò in nature morte aventi fiori e frutti come soggetti, anche se ne dipinse un considerevole numero con conchiglie; a tal proposito è considerato un pioniere nella rappresentazione di questo genere. Le sue nature morte contengono inoltre spesso insetti e lucertole.

## Biografia

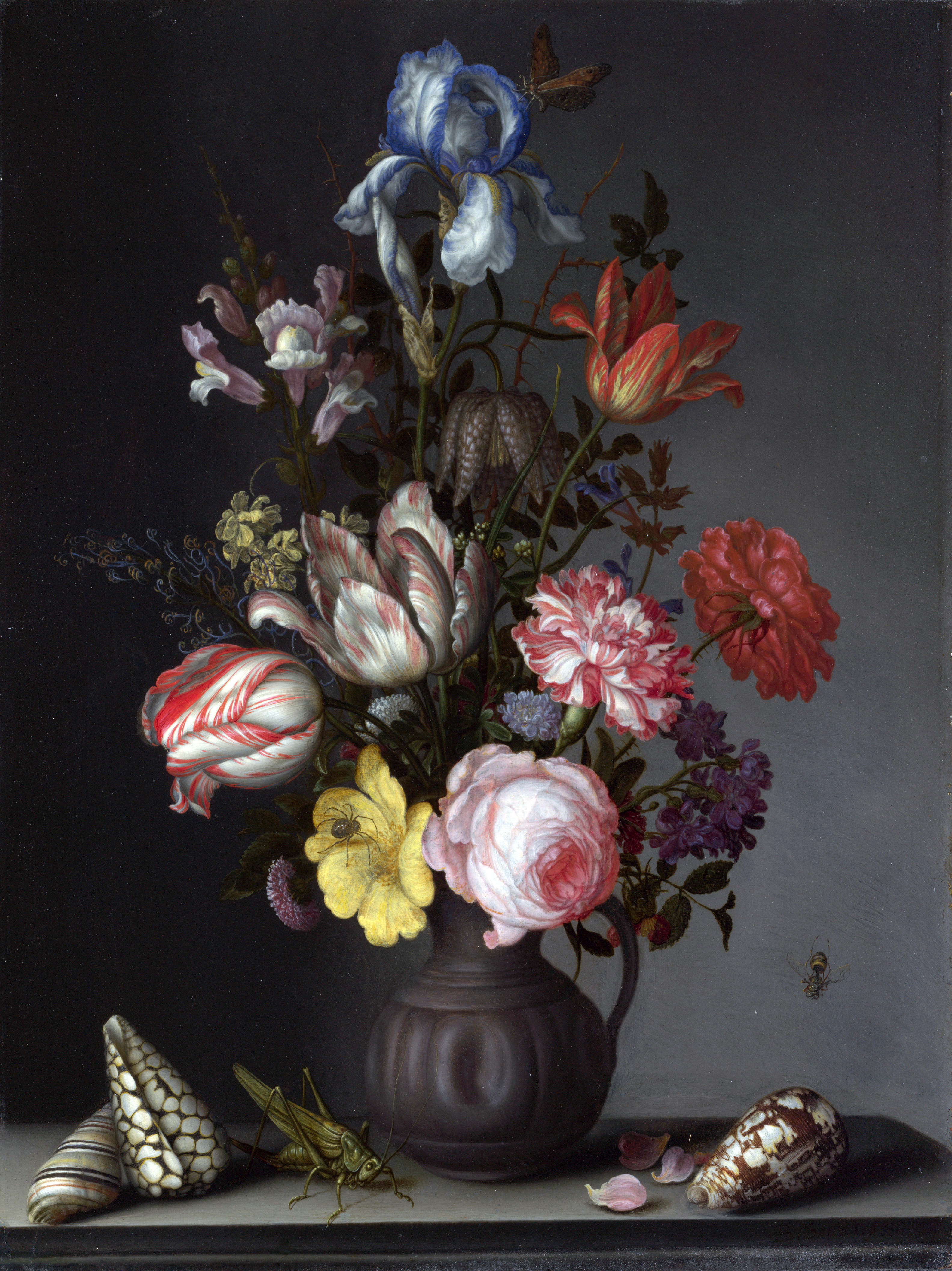
Fiori in vaso con insetti e conchiglie, 1630 circa, Londra, National Gallery

Van der Ast nacque a Middelburg, nella provincia di Zelanda, nella famiglia di un ricco commerciante di lana. La sua data di nascita non fu registrata, ma il 30 giugno 1618 il fratello Jacob indica in un atto legale che Balthasar aveva 25 anni al momento della stesura. Il padre, Hans, era vedovo, e quando morì nel 1609 Balthasar si trasferì insieme alla sorella Maria e al cognato Ambrosius Bosschaert, che lei aveva sposato nel 1604. Bosschaert fu maestro di Van der Ast, e la sua influenza si può riconoscere chiaramente nei primi lavori dell'artista. A sua volta Balthasar insegnò ai tre figli di Bosschaert, Ambrosius il Giovane, Johannes e Abraham. Insieme, questo gruppo di pittori è a volte definito come  "Dinastia Bosschaert".
Van der Ast accompagnò la famiglia Bosschaert a Bergen op Zoom nel 1615 e nel 1619 a Utrecht, dove entrò a far parte della Corporazione di San Luca, nello stesso periodo di Roelant Savery. Savery ebbe un grande influsso sull'opera di Van der Ast in questo periodo, specialmente per quel che riguarda l'interesse verso toni e colori. Si sa anche che durante questi anni Jan Davidsz. de Heem fu allievo di Van der Ast.
Rimase ad Utrecht fino al 1632, quando raggiunse Delft e si iscrisse alla gilda locale di San Luca. Il 26 febbraio 1633 sposa Margrieta Jans van Buijeren, dal quale avrà due figlie, Maria e Helena.